# Saison 2019-2020 du Servette FC
Maillots
Dernière mise à jour : 3 août 2020.
Chronologie
Saison précédente Saison suivante
La saison 2019-2020 du Servette Football Club 1890 marque le retour du club en première division du championnat de Suisse de football depuis la relégation survenue à la fin de la saison 2012-2013. Après avoir passé 3 saisons en Challenge League conclues brillamment par une première place acquise dès la 33e journée lors de la saison 2018-2019, l'équipe se retrouve donc engagée en Super League ainsi qu'en Coupe de Suisse. L'équipe est entraînée pour la deuxième année consécutive par Alain Geiger, technicien artisan de la remontée. Cette saison est fortement perturbée en raison de la pandémie de Covid-19 en Suisse.

## Super League
| 1re journée           | BSC Young Boys | 1 - 1 | Servette FC  | Stade de Suisse, Berne                            |                                                   |
| 21 juillet 2019 16:00 | 5e Ngamaleu    |       | 31e Wüthrich | Spectateurs : 25 110 Arbitrage : Adrien Jaccottet | Spectateurs : 25 110 Arbitrage : Adrien Jaccottet |
| 21 juillet 2019 16:00 | Rapport        |       |              | Spectateurs : 25 110 Arbitrage : Adrien Jaccottet | Spectateurs : 25 110 Arbitrage : Adrien Jaccottet |

| 2e journée            | Servette FC | 0 - 0 | FC Sion | Stade de Genève, Genève                         |                                                 |
| 27 juillet 2019 19:00 |             |       |         | Spectateurs : 11 142 Arbitrage : Lionel Tschudi | Spectateurs : 11 142 Arbitrage : Lionel Tschudi |
| 27 juillet 2019 19:00 | Rapport     |       |         | Spectateurs : 11 142 Arbitrage : Lionel Tschudi | Spectateurs : 11 142 Arbitrage : Lionel Tschudi |

| 3e journée        | Servette FC    | 1 - 0 | FC Lucerne | Stade de Genève, Genève                        |                                                |
| 4 août 2019 16:00 | 62e Stevanović |       |            | Spectateurs : 6 059 Arbitrage : Sandro Schärer | Spectateurs : 6 059 Arbitrage : Sandro Schärer |
| 4 août 2019 16:00 | Rapport        |       |            | Spectateurs : 6 059 Arbitrage : Sandro Schärer | Spectateurs : 6 059 Arbitrage : Sandro Schärer |

| 4e journée         | FC Bâle                               | 3 - 1 | Servette FC  | Parc Saint-Jacques, Bâle                          |                                                   |
| 10 août 2019 19:00 | 4e (csc) Rouiller, 39e Ademi, 83e Bua |       | 19e Wüthrich | Spectateurs : 21 532 Arbitrage : Alessandro Dudic | Spectateurs : 21 532 Arbitrage : Alessandro Dudic |
| 10 août 2019 19:00 | Rapport                               |       |              | Spectateurs : 21 532 Arbitrage : Alessandro Dudic | Spectateurs : 21 532 Arbitrage : Alessandro Dudic |

| 5e journée         | FC Thoune | 0 - 4 | Servette FC                                         | Stockhorn Arena, Thoune                         |                                                 |
| 25 août 2019 16:00 |           |       | 14e Stevanović 18e Rouiller 89e Wüthrich 90e Schalk | Spectateurs : 6 685 Arbitrage : Lukas Fähndrich | Spectateurs : 6 685 Arbitrage : Lukas Fähndrich |
| 25 août 2019 16:00 | Rapport   |       |                                                     | Spectateurs : 6 685 Arbitrage : Lukas Fähndrich | Spectateurs : 6 685 Arbitrage : Lukas Fähndrich |

| 6e journée         | Servette FC          | 2 - 2 | Neuchâtel Xamax FCS    | Stade de Genève, Genève                        |                                                |
| 31 août 2019 19:00 | 65e Sasso 77e Schalk |       | 19e Nuzzolo 45e Karlen | Spectateurs : 10 012 Arbitrage : Nikolaj Hänni | Spectateurs : 10 012 Arbitrage : Nikolaj Hänni |
| 31 août 2019 19:00 | Rapport              |       |                        | Spectateurs : 10 012 Arbitrage : Nikolaj Hänni | Spectateurs : 10 012 Arbitrage : Nikolaj Hänni |

| 7e journée              | FC Saint-Gall                  | 3 - 1 | Servette FC | Kybunpark, Saint-Gall                            |                                                  |
| 21 septembre 2019 19:00 | 14e Ruiz 38e Görtler 78e Alves |       | 68e Schalk  | Spectateurs : 10 931 Arbitrage : Lukas Fähndrich | Spectateurs : 10 931 Arbitrage : Lukas Fähndrich |
| 21 septembre 2019 19:00 | Rapport                        |       |             | Spectateurs : 10 931 Arbitrage : Lukas Fähndrich | Spectateurs : 10 931 Arbitrage : Lukas Fähndrich |

| 8e journée              | Servette FC | 0 - 0 | FC Lugano | Stade de Genève, Genève                       |                                               |
| 26 septembre 2019 20:00 |             |       |           | Spectateurs : 4 212 Arbitrage : Nikolaj Hänni | Spectateurs : 4 212 Arbitrage : Nikolaj Hänni |
| 26 septembre 2019 20:00 | Rapport     |       |           | Spectateurs : 4 212 Arbitrage : Nikolaj Hänni | Spectateurs : 4 212 Arbitrage : Nikolaj Hänni |

| 9e journée              | Servette FC | 0 - 1 | FC Zurich      | Stade de Genève, Genève                          |                                                  |
| 29 septembre 2019 16:00 |             |       | 33e Marchesano | Spectateurs : 7 036 Arbitrage : Alessandro Dudic | Spectateurs : 7 036 Arbitrage : Alessandro Dudic |
| 29 septembre 2019 16:00 | Rapport     |       |                | Spectateurs : 7 036 Arbitrage : Alessandro Dudic | Spectateurs : 7 036 Arbitrage : Alessandro Dudic |

| 10e journée          | Neuchâtel Xamax FCS    | 2 - 2 | Servette FC          | Stade de la Maladière, Neuchâtel                   |                                                    |
| 5 octobre 2019 19:00 | 51e Karlen 77e Nuzzolo |       | 15e Tasar 18e Ondoua | Spectateurs : 5 819 Arbitrage : Stefan Horisberger | Spectateurs : 5 819 Arbitrage : Stefan Horisberger |
| 5 octobre 2019 19:00 | Rapport                |       |                      | Spectateurs : 5 819 Arbitrage : Stefan Horisberger | Spectateurs : 5 819 Arbitrage : Stefan Horisberger |

| 11e journée           | Servette FC | 1 - 2 | FC Saint-Gall    | Stade de Genève, Genève                    |                                            |
| 20 octobre 2019 16:00 | 59e Tasar   |       | 7e 47e Demirović | Spectateurs : 4 784 Arbitrage : Fedayi San | Spectateurs : 4 784 Arbitrage : Fedayi San |
| 20 octobre 2019 16:00 | Rapport     |       |                  | Spectateurs : 4 784 Arbitrage : Fedayi San | Spectateurs : 4 784 Arbitrage : Fedayi San |

| 12e journée           | FC Sion     | 1 - 1 | Servette FC | Stade de Tourbillon, Sion                       |                                                 |
| 26 octobre 2019 19:00 | 40e Doumbia |       | 35e Schalk  | Spectateurs : 11 800 Arbitrage : Lionel Tschudi | Spectateurs : 11 800 Arbitrage : Lionel Tschudi |
| 26 octobre 2019 19:00 | Rapport     |       |             | Spectateurs : 11 800 Arbitrage : Lionel Tschudi | Spectateurs : 11 800 Arbitrage : Lionel Tschudi |

| 13e journée           | Servette FC                | 3 - 0 | BSC Young Boys | Stade de Genève, Genève                         |                                                 |
| 3 novembre 2019 16:00 | 61e 63e Tasar 73e Wüthrich |       |                | Spectateurs : 8 065 Arbitrage : Lukas Fähndrich | Spectateurs : 8 065 Arbitrage : Lukas Fähndrich |
| 3 novembre 2019 16:00 | Rapport                    |       |                | Spectateurs : 8 065 Arbitrage : Lukas Fähndrich | Spectateurs : 8 065 Arbitrage : Lukas Fähndrich |

| 14e journée           | FC Lucerne  | 1 - 2 | Servette FC       | Swissporarena, Lucerne                      |                                             |
| 9 novembre 2019 19:00 | 66e N'Diaye |       | 9e Kyei 24e Tasar | Spectateurs : 7 920 Arbitrage : Alain Bieri | Spectateurs : 7 920 Arbitrage : Alain Bieri |
| 9 novembre 2019 19:00 | Rapport     |       |                   | Spectateurs : 7 920 Arbitrage : Alain Bieri | Spectateurs : 7 920 Arbitrage : Alain Bieri |

| 15e journée            | Servette FC            | 2 - 0 | FC Bâle | Stade de Genève, Genève                     |                                             |
| 23 novembre 2019 16:00 | 7e Stevanović 90e Koné |       |         | Spectateurs : 10 420 Arbitrage : Karim Abed | Spectateurs : 10 420 Arbitrage : Karim Abed |
| 23 novembre 2019 16:00 | Rapport                |       |         | Spectateurs : 10 420 Arbitrage : Karim Abed | Spectateurs : 10 420 Arbitrage : Karim Abed |

| 16e journée             | FC Lugano            | 1 - 0 | Servette FC | Cornaredo, Lugano                           |                                             |
| 1er décembre 2019 16:00 | 48e Carlinhos Júnior |       |             | Spectateurs : 2 360 Arbitrage : Alain Bieri | Spectateurs : 2 360 Arbitrage : Alain Bieri |
| 1er décembre 2019 16:00 | Rapport              |       |             | Spectateurs : 2 360 Arbitrage : Alain Bieri | Spectateurs : 2 360 Arbitrage : Alain Bieri |

| 17e journée           | FC Zurich | 0 - 5 | Servette FC                            | Stade du Letzigrund, Zurich                     |                                                 |
| 8 décembre 2019 16:00 |           |       | 18e 51e 53e Park 44e Koné 89e Cespedes | Spectateurs : 9 191 Arbitrage : Lukas Fähndrich | Spectateurs : 9 191 Arbitrage : Lukas Fähndrich |
| 8 décembre 2019 16:00 | Rapport   |       |                                        | Spectateurs : 9 191 Arbitrage : Lukas Fähndrich | Spectateurs : 9 191 Arbitrage : Lukas Fähndrich |

| 18e journée (mi-saison) | Servette FC             | 2 - 1 | FC Thoune    | Stade de Genève, Genève                     |                                             |
| 14 décembre 2019 19:00  | 66e Rouiller 72e Schalk |       | 51e Havenaar | Spectateurs : 5 084 Arbitrage : Alain Bieri | Spectateurs : 5 084 Arbitrage : Alain Bieri |
| 14 décembre 2019 19:00  | Rapport                 |       |              | Spectateurs : 5 084 Arbitrage : Alain Bieri | Spectateurs : 5 084 Arbitrage : Alain Bieri |

| 19e journée           | Neuchâtel Xamax FCS | 1 - 2 | Servette FC        | Stade de la Maladière, Neuchâtel                 |                                                  |
| 25 janvier 2020 19:00 | 47e Kamber          |       | 1re Koné 44e Tasar | Spectateurs : 5 744 Arbitrage : Adrien Jaccottet | Spectateurs : 5 744 Arbitrage : Adrien Jaccottet |
| 25 janvier 2020 19:00 | Rapport             |       |                    | Spectateurs : 5 744 Arbitrage : Adrien Jaccottet | Spectateurs : 5 744 Arbitrage : Adrien Jaccottet |

| 20e journée          | Servette FC         | 2 - 0 | FC Thoune | Stade de Genève, Genève                        |                                                |
| 2 février 2020 16:00 | 53e Ondoua 79e Park |       |           | Spectateurs : 4 862 Arbitrage : Sandro Schärer | Spectateurs : 4 862 Arbitrage : Sandro Schärer |
| 2 février 2020 16:00 | Rapport             |       |           | Spectateurs : 4 862 Arbitrage : Sandro Schärer | Spectateurs : 4 862 Arbitrage : Sandro Schärer |

| 21e journée          | FC Saint-Gall | 1 - 0 | Servette FC | Kybunpark, Saint-Gall                         |                                               |
| 9 février 2020 16:00 | 38e Itten     |       |             | Spectateurs : 16 256 Arbitrage : Luca Piccolo | Spectateurs : 16 256 Arbitrage : Luca Piccolo |
| 9 février 2020 16:00 | Rapport       |       |             | Spectateurs : 16 256 Arbitrage : Luca Piccolo | Spectateurs : 16 256 Arbitrage : Luca Piccolo |

| 22e journée           | Servette FC               | 4 - 1 | FC Zurich | Stade de Genève, Genève                          |                                                  |
| 16 février 2020 16:00 | 23e Kyei 67e 79e 90e Koné |       | 64e Tosin | Spectateurs : 7 052 Arbitrage : Alessandro Dudic | Spectateurs : 7 052 Arbitrage : Alessandro Dudic |
| 16 février 2020 16:00 | Rapport                   |       |           | Spectateurs : 7 052 Arbitrage : Alessandro Dudic | Spectateurs : 7 052 Arbitrage : Alessandro Dudic |

| 23e journée           | FC Bâle             | 2 - 2 | Servette FC                     | Parc Saint-Jacques, Bâle                          |                                                   |
| 23 février 2020 16:00 | 7e Stocker 19e Frei |       | 75e (pen.) Imeri 87e Stevanović | Spectateurs : 20 265 Arbitrage : Adrien Jaccottet | Spectateurs : 20 265 Arbitrage : Adrien Jaccottet |
| 23 février 2020 16:00 | Rapport             |       |                                 | Spectateurs : 20 265 Arbitrage : Adrien Jaccottet | Spectateurs : 20 265 Arbitrage : Adrien Jaccottet |

Tous les matchs de la 24e journée du Championnat de Suisse de football et suivants sont reportés jusqu'à nouvel avis en raison de la pandémie de Covid-19 en Suisse. Le Servette FC reprend le championnat national le 21 juin 2020. Le nombre de spectateurs dans les stades en Suisse est limité tout d'abord à 300 puis à 1000.
| 24e journée        | Servette FC         | 1 - 1 | FC Lugano  | Stade de Genève, Genève                    |                                            |
| 21 juin 2020 16:00 | 61e (csc) Eloge Yao |       | 21e Gerndt | Spectateurs : 300 Arbitrage : Urs Schnyder | Spectateurs : 300 Arbitrage : Urs Schnyder |
| 21 juin 2020 16:00 | Rapport             |       |            | Spectateurs : 300 Arbitrage : Urs Schnyder | Spectateurs : 300 Arbitrage : Urs Schnyder |

| 25e journée        | FC Sion     | 1 - 1 | Servette FC | Stade de Tourbillon, Sion                      |                                                |
| 24 juin 2020 20:30 | 29e Lenjani |       | 22e Cognat  | Spectateurs : 1 000 Arbitrage : Lionel Tschudi | Spectateurs : 1 000 Arbitrage : Lionel Tschudi |
| 24 juin 2020 20:30 | Rapport     |       |             | Spectateurs : 1 000 Arbitrage : Lionel Tschudi | Spectateurs : 1 000 Arbitrage : Lionel Tschudi |

| 26e journée        | FC Lucerne        | 2 - 2 | Servette FC            | Swissporarena, Lucerne                       |                                              |
| 27 juin 2020 18:15 | 60e 65e Margiotta |       | 5e Cespedes 44e Cognat | Spectateurs : 1 000 Arbitrage : Luca Piccolo | Spectateurs : 1 000 Arbitrage : Luca Piccolo |
| 27 juin 2020 18:15 | Rapport           |       |                        | Spectateurs : 1 000 Arbitrage : Luca Piccolo | Spectateurs : 1 000 Arbitrage : Luca Piccolo |

| 27e journée        | Servette FC     | 1 - 1 | BSC Young Boys | Stade de Genève, Genève                            |                                                    |
| 30 juin 2020 20:30 | 55e (pen.) Koné |       | 58e Sulejmani  | Spectateurs : 1 000 Arbitrage : Stefan Horisberger | Spectateurs : 1 000 Arbitrage : Stefan Horisberger |
| 30 juin 2020 20:30 | Rapport         |       |                | Spectateurs : 1 000 Arbitrage : Stefan Horisberger | Spectateurs : 1 000 Arbitrage : Stefan Horisberger |

| 28e journée          | FC Zurich             | 2 - 0 | Servette FC | Stade du Letzigrund, Zurich                    |                                                |
| 4 juillet 2020 20:30 | 19e Kololli 50e Rüegg |       |             | Spectateurs : 1 000 Arbitrage : Sandro Schärer | Spectateurs : 1 000 Arbitrage : Sandro Schärer |
| 4 juillet 2020 20:30 | Rapport               |       |             | Spectateurs : 1 000 Arbitrage : Sandro Schärer | Spectateurs : 1 000 Arbitrage : Sandro Schärer |

| 29e journée          | Servette FC              | 2 - 0 | FC Lucerne | Stade de Genève, Genève                        |                                                |
| 8 juillet 2020 20:30 | 4e Schalk 43e Stevanović |       |            | Spectateurs : 1 000 Arbitrage : Lionel Tschudi | Spectateurs : 1 000 Arbitrage : Lionel Tschudi |
| 8 juillet 2020 20:30 | Rapport                  |       |            | Spectateurs : 1 000 Arbitrage : Lionel Tschudi | Spectateurs : 1 000 Arbitrage : Lionel Tschudi |

| 30e journée           | Servette FC    | 1 - 1 | FC Saint-Gall | Stade de Genève, Genève                    |                                            |
| 12 juillet 2020 16:00 | 61e Stevanović |       | 18e Rüfli     | Spectateurs : 1 000 Arbitrage : Fedayi San | Spectateurs : 1 000 Arbitrage : Fedayi San |
| 12 juillet 2020 16:00 | Rapport        |       |               | Spectateurs : 1 000 Arbitrage : Fedayi San | Spectateurs : 1 000 Arbitrage : Fedayi San |

| 31e journée           | BSC Young Boys                                      | 4 - 2 | Servette FC       | Stade de Suisse, Berne                         |                                                |
| 15 juillet 2020 20:30 | 45e Fassnacht 56e Martins 61e Elia 90e (pen.) Nsame |       | 44e Koné 68e Kyei | Spectateurs : 1 000 Arbitrage : Clément Turpin | Spectateurs : 1 000 Arbitrage : Clément Turpin |
| 15 juillet 2020 20:30 | Rapport                                             |       |                   | Spectateurs : 1 000 Arbitrage : Clément Turpin | Spectateurs : 1 000 Arbitrage : Clément Turpin |

| 32e journée           | Servette FC        | 2 - 2 | FC Bâle                       | Stade de Genève, Genève                      |                                              |
| 19 juillet 2020 16:00 | 9e Kyei 58e Schalk |       | 19e (pen.) Campo 62e Alderete | Spectateurs : 1 000 Arbitrage : Luca Piccolo | Spectateurs : 1 000 Arbitrage : Luca Piccolo |
| 19 juillet 2020 16:00 | Rapport            |       |                               | Spectateurs : 1 000 Arbitrage : Luca Piccolo | Spectateurs : 1 000 Arbitrage : Luca Piccolo |

| 33e journée           | FC Thoune                                          | 5 - 1 | Servette FC | Stockhorn Arena, Thoune                     |                                             |
| 22 juillet 2020 18:15 | 8e Havenaar 32e Kablan 50e 71e Munsy 56e Castroman |       | 52e Schalk  | Spectateurs : 1 000 Arbitrage : Alain Bieri | Spectateurs : 1 000 Arbitrage : Alain Bieri |
| 22 juillet 2020 18:15 | Rapport                                            |       |             | Spectateurs : 1 000 Arbitrage : Alain Bieri | Spectateurs : 1 000 Arbitrage : Alain Bieri |

| 34e journée           | Servette FC                              | 4 - 1 | Neuchâtel Xamax FCS | Stade de Genève, Genève                          |                                                  |
| 26 juillet 2020 16:00 | 21e Koné 46e 53e Stevanović 82e Cespedes |       | 35e Nuzzolo         | Spectateurs : 1 000 Arbitrage : Alessandro Dudic | Spectateurs : 1 000 Arbitrage : Alessandro Dudic |
| 26 juillet 2020 16:00 | Rapport                                  |       |                     | Spectateurs : 1 000 Arbitrage : Alessandro Dudic | Spectateurs : 1 000 Arbitrage : Alessandro Dudic |

| 35e journée           | FC Lugano                               | 3 - 1 | Servette FC | Cornaredo, Lugano                          |                                            |
| 31 juillet 2020 20:30 | 42e (csc) Rouiller 50e Gerndt 82e Marić |       | 20e Koné    | Spectateurs : 1 000 Arbitrage : Fedayi San | Spectateurs : 1 000 Arbitrage : Fedayi San |
| 31 juillet 2020 20:30 | Rapport                                 |       |             | Spectateurs : 1 000 Arbitrage : Fedayi San | Spectateurs : 1 000 Arbitrage : Fedayi San |

| 36e journée       | Servette FC | 1 - 2 | FC Sion                 | Stade de Genève, Genève                          |                                                  |
| 3 août 2020 20:30 | 22e Koné    |       | 43e Kasami 74e Uldriķis | Spectateurs : 1 000 Arbitrage : Adrien Jaccottet | Spectateurs : 1 000 Arbitrage : Adrien Jaccottet |
| 3 août 2020 20:30 | Rapport     |       |                         | Spectateurs : 1 000 Arbitrage : Adrien Jaccottet | Spectateurs : 1 000 Arbitrage : Adrien Jaccottet |

### Classement final
| Rang | Équipe              | Pts | J  | G  | N  | P  | Bp | Bc | Diff |
| ---- | ------------------- | --- | -- | -- | -- | -- | -- | -- | ---- |
| 1    | BSC Young Boys      | 76  | 36 | 23 | 7  | 6  | 80 | 41 | +39  |
| 2    | FC Saint-Gall       | 68  | 36 | 21 | 5  | 10 | 79 | 56 | +23  |
| 3    | FC Bâle             | 62  | 36 | 18 | 8  | 10 | 74 | 38 | +36  |
| 4    | Servette FC P       | 49  | 36 | 12 | 13 | 11 | 57 | 48 | +9   |
| 5    | FC Lugano           | 47  | 36 | 11 | 14 | 11 | 46 | 46 | 0    |
| 6    | FC Lucerne          | 46  | 36 | 13 | 7  | 16 | 42 | 50 | -8   |
| 7    | FC Zurich           | 43  | 36 | 12 | 7  | 17 | 45 | 72 | -27  |
| 8    | FC Sion             | 39  | 36 | 10 | 9  | 17 | 40 | 55 | -15  |
| 9    | FC Thoune           | 38  | 36 | 10 | 8  | 18 | 45 | 67 | -22  |
| 10   | Neuchâtel Xamax FCS | 27  | 36 | 5  | 12 | 19 | 33 | 68 | -35  |

## Coupe de Suisse de football
| 32e de finale      | FC Échallens Région | 0 - 6 | Servette FC                                   | Centre Sportif des Trois Sapins, Échallens |                                   |
| 17 août 2019 17:00 |                     |       | 22e 47e 90e Chagas, 57e 69e Tasar, 63e Routis | Spectateurs : 2 562 Arbitrage : ?          | Spectateurs : 2 562 Arbitrage : ? |
| 17 août 2019 17:00 | Rapport             |       |                                               | Spectateurs : 2 562 Arbitrage : ?          | Spectateurs : 2 562 Arbitrage : ? |

| 16e de finale           | Grasshopper Club Zurich | 1 - 0 | Servette FC | Stade du Letzigrund, Zurich       |                                   |
| 13 septembre 2019 19:00 | 47e Gjorgjev            |       |             | Spectateurs : 2 480 Arbitrage : ? | Spectateurs : 2 480 Arbitrage : ? |
| 13 septembre 2019 19:00 | Rapport                 |       |             | Spectateurs : 2 480 Arbitrage : ? | Spectateurs : 2 480 Arbitrage : ? |

## Statistiques

### Buteurs
|   | Buteur              | SL | CDS | Total |
| - | ------------------- | -- | --- | ----- |
| 1 | Varol Tasar         | 6  | 2   | 8     |
| 2 | Koro Koné           | 6  | 0   | 6     |
| 3 | Sébastien Wüthrich  | 4  | 0   | 4     |
| 3 | Jung-Bin Park       | 4  | 0   | 4     |
| 3 | Miroslav Stevanović | 4  | 0   | 4     |
| 3 | Alex Schalk         | 4  | 0   | 4     |
| 4 | Mychell Chagas      | 0  | 3   | 3     |
| 5 | Steve Rouiller      | 2  | 0   | 2     |
| 5 | Gaël Ondua          | 2  | 0   | 2     |
| 5 | Grejohn Kyei        | 2  | 0   | 2     |
| 6 | Vincent Sasso       | 1  | 0   | 1     |
| 6 | Boris Cespedes      | 1  | 0   | 1     |
| 6 | Kastriot Imeri      | 1  | 0   | 1     |
| 6 | Christopher Routis  | 0  | 1   | 1     |
| # | CSC                 | 1  | 0   | 1     |
|   | 14 buteurs          | 38 | 6   | 44    |

### Passeurs
|   | Passeur             | SL | CDS | Total |
| - | ------------------- | -- | --- | ----- |
| 1 | Miroslav Stevanović | 11 | 0   | 11    |
| 2 | Alex Schalk         | 3  | 2   | 5     |
| 3 | Sébastien Wüthrich  | 4  | 0   | 4     |
| 3 | Timothé Cognat      | 4  | 0   | 4     |
| 3 | Varol Tasar         | 3  | 1   | 4     |
| 4 | Kastriot Imeri      | 2  | 1   | 3     |
| 5 | Jung-Bin Park       | 2  | 0   | 2     |
| 6 | Grejohn Kyei        | 1  | 0   | 1     |
| 6 | Dennis Iapichino    | 1  | 0   | 1     |
| 6 | Gaël Ondua          | 1  | 0   | 1     |
|   | 10 passeurs         | 32 | 4   | 36    |